# Elektrociepłownia

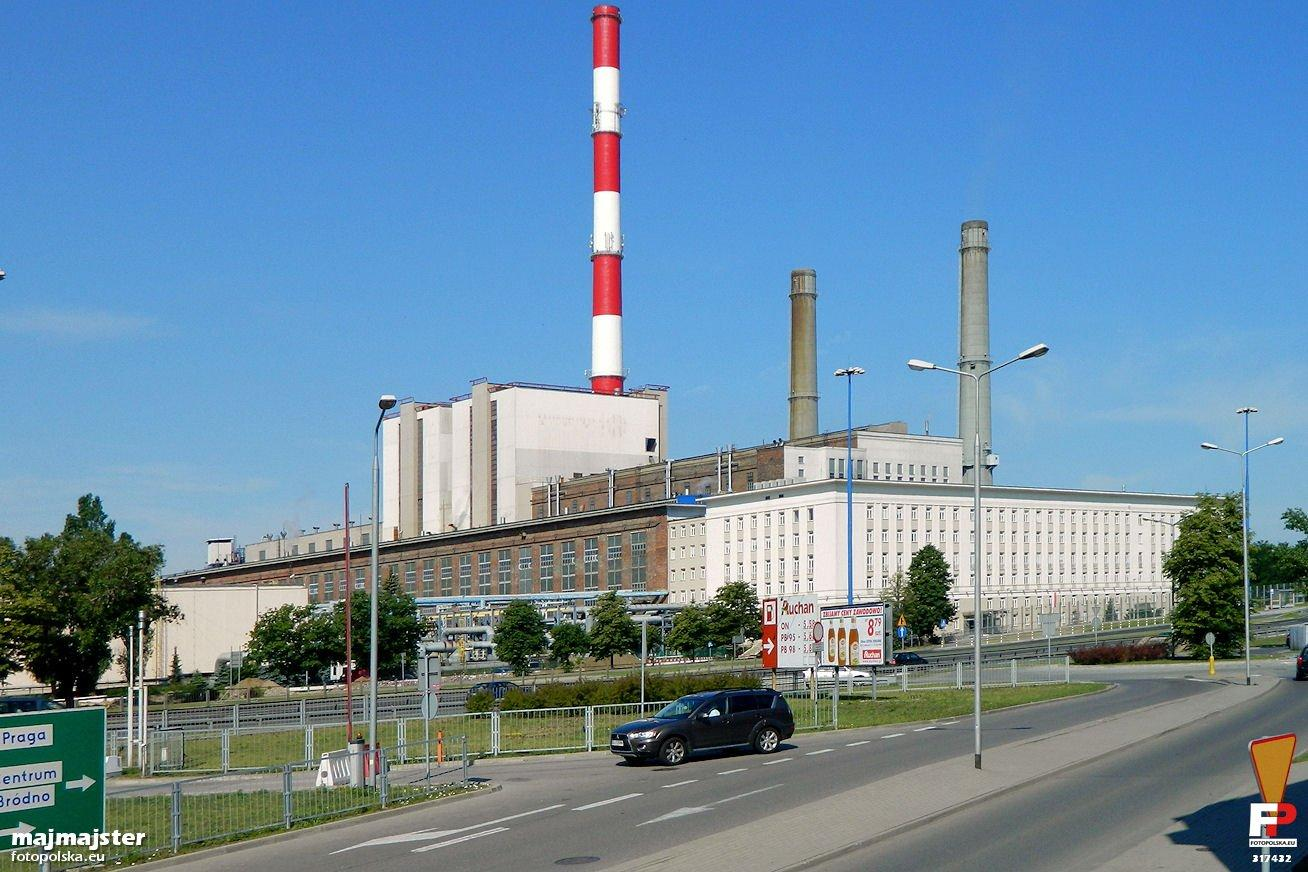
Elektrociepłownia Żerań

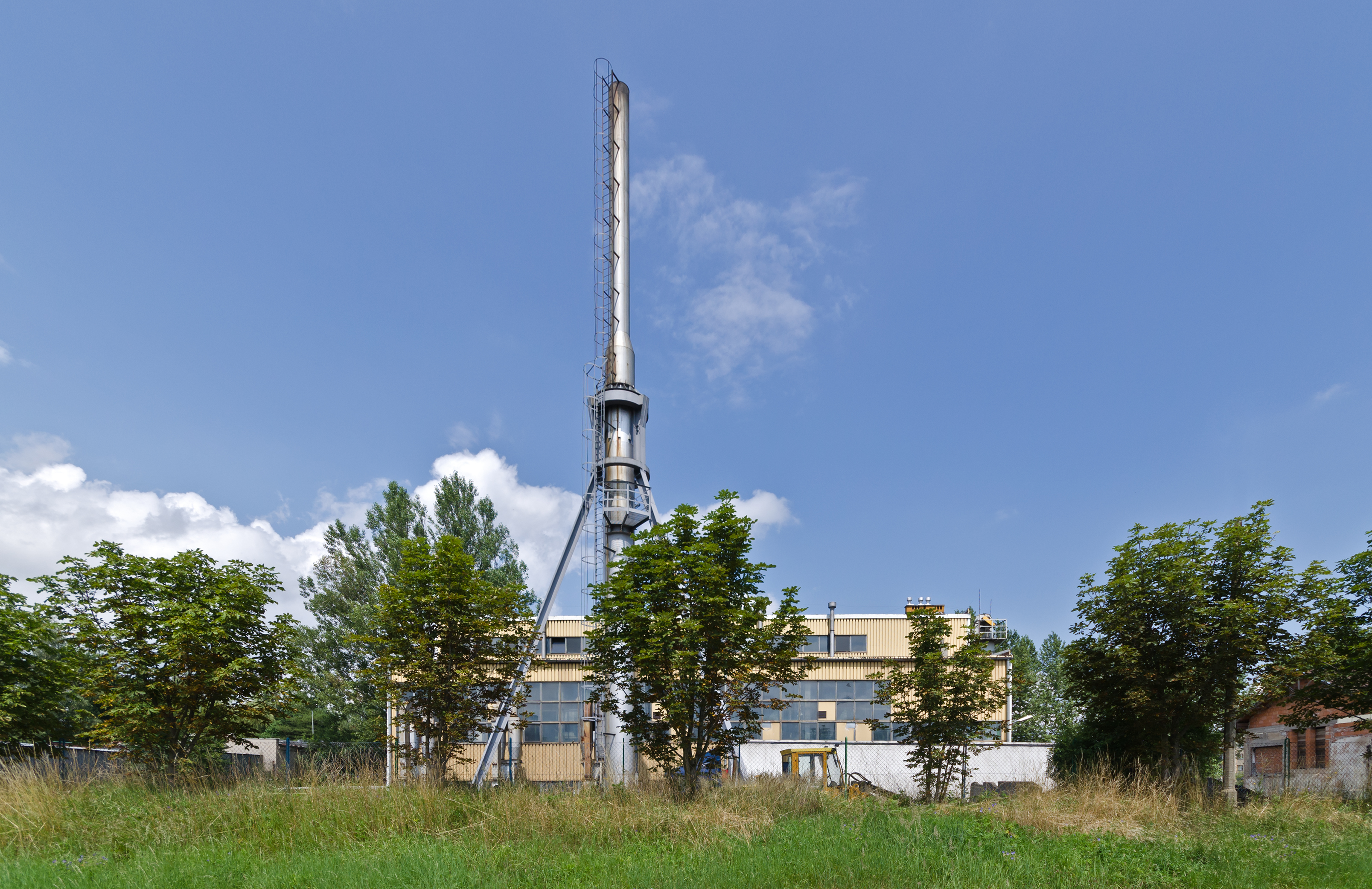
Elektrociepłownia na osiedlu w Kłodzku

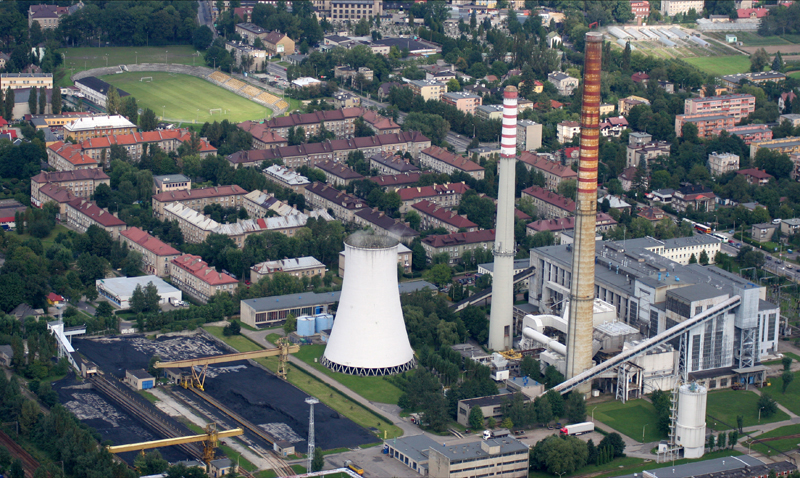
Elektrociepłownia Bielsko-Biała

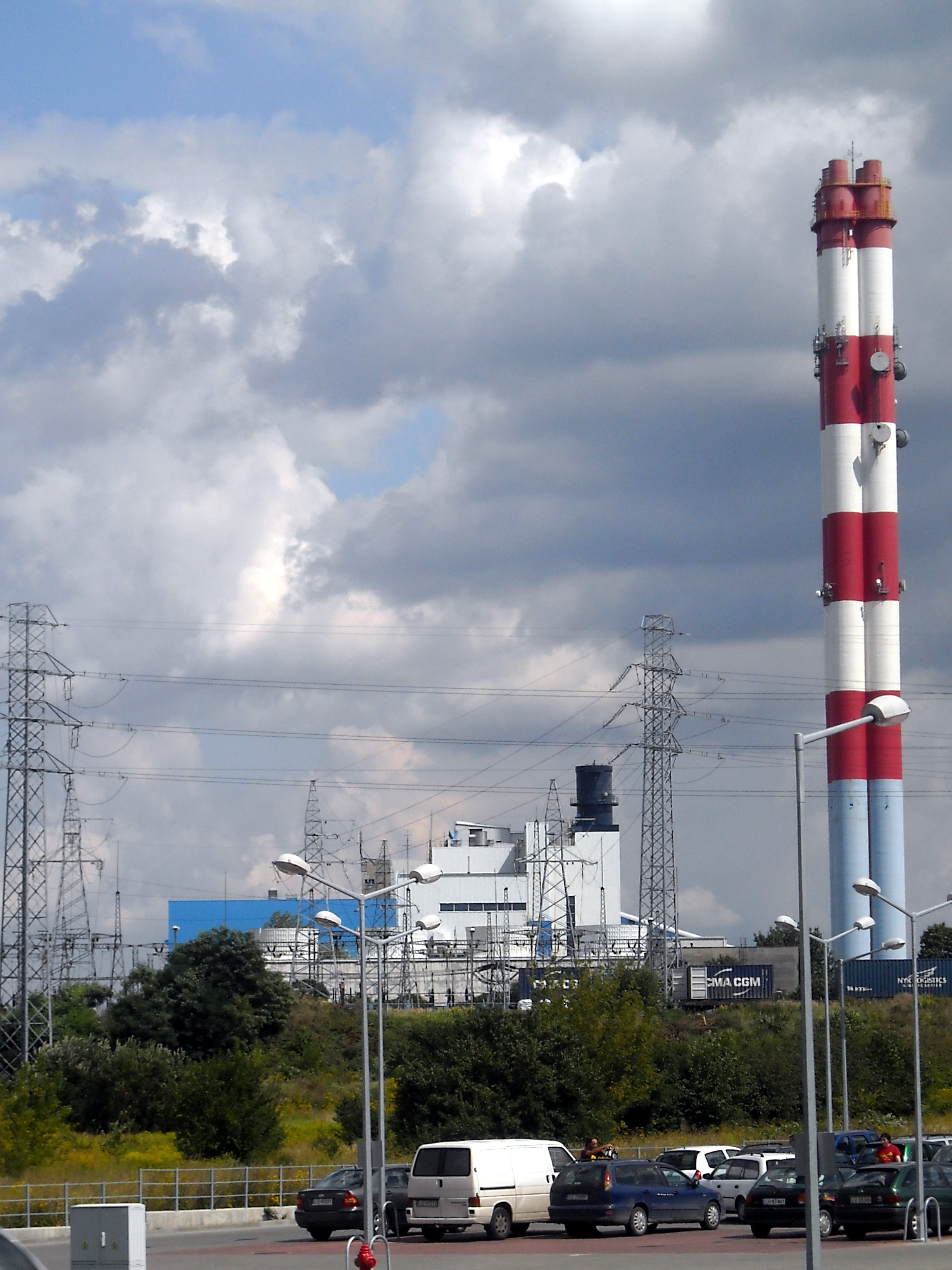
Elektrociepłownia Lublin-Wrotków

Elektrociepłownia – zakład przemysłowy wytwarzający w jednym procesie technologicznym w sposób skojarzony energię elektryczną oraz ciepło w postaci czynnika (najczęściej wody) o wysokiej temperaturze dla miejskiej sieci ciepłowniczej lub przemysłu.
Elektrociepłownie to najczęściej konwencjonalne siłownie cieplne z turbinami upustowo-kondensacyjnymi i upustowo-przeciwprężnymi. Turbiny obu typów wyposażone są w upusty ciepłownicze, z których para przegrzana zasila wymienniki ciepłownicze przekazując tam ciepło wodzie sieciowej doprowadzanej do instalacji komunalnej centralnego ogrzewania (c.o.) i ciepłej wody użytkowej (c.w.u.).
Ostatnio coraz bardziej popularne stają się elektrociepłownie z turbinami gazowymi. Budowane są także elektrociepłownie o mniejszych mocach z klasycznymi tłokowymi silnikami na gaz lub silnikami Diesla. Alternatywą dla elektrociepłowni stają się systemy tzw. kogeneracji rozproszonej z zastosowaniem silników Stirlinga.
Skojarzone wytwarzanie energii cieplnej i elektrycznej jest dużo efektywniejsze niż oddzielna produkcja, jednak wysoki koszt budowy sieci ciepłowniczej ogranicza stosowanie ogrzewania scentralizowanego do obszarów gęsto zaludnionych. System ten ma duże zalety, ponieważ ogranicza zużycie paliwa – emituje mniej spalin, niż oddzielnie zbudowane: kotłownia i elektrownia kondensacyjna. Powodem jest wykorzystanie ciepła, które w elektrowni kondensacyjnej jest tracone do otoczenia (ciepło skraplania pary wodnej), co wynika z II zasady termodynamiki.